# Соваль, Анри
Анри́ Сова́ль (фр. Henri Sauval или Sauvalle; крещённый 5 марта 1623 года, Париж — 21 марта 1676  года, там же) — французский адвокат, парламентский чиновник и историк; автор трёхтомного труда по истории Парижа (изд. 1724), которым пользовались многие французские писатели, в частности Виктор Гюго.

## Биография и деятельность
Сын богатого парижского торговца, посетил многие города Европы.

#### Трёхтомник истории Парижа
Автор трёхтомного труда по истории Парижа «История и изучение древностей города Парижа» («Histoire et recherches des antiquités de la ville de Paris»), издан в 1724 году и известен в настоящее время под названием «Париж старинный и современный» (Paris ancien et moderne); часть последнего тома посвящена любовным похождениям французских королей. В 1656 году получил лицензию на издание своего труда, однако к моменту его смерти эта работа всё ещё оставалась в рукописном варианте и была опубликована только в 1724 году стараниями сотрудников и в переработке.
Соваль отмечает что нет в мире города грязнее, чем столица Франции: «Грязь его чёрная и зловонная, а зловонье это, невыносимо для иностранцев, настолько прилипчивое, что чувствуется на несколько льё вокруг». Считал, что слово «Лувр» произошло от «leovar, lovar, lover, leower ou lower», что означало «крепость» или укрепление". По поводу происхождения узоров на воротах Нотр-Дама приводит следующее предание. Как они были сделаны, никто не знал — то ли они были выкованы, то ли это было литье: «кузнец Бискорне был уязвленный угрызениями совести, стал грустным и молчаливым, а вскоре и умер. Свою тайну он унес с собой, так никому и не раскрыв, то из опасений, что будет украден секрет, или боялся, что кто-то видел, как он ковал ворота собора Нотр-Дама». 
Оставил одно из первых описаний фиакра как средства городского транспорта. Согласно Совалю, около 1617 (или 1612) года фиакры придумал Николя Соваж (Nicolas Sauvage) почтальон из Амьена, который снял на улице Сен-Мартен помещение, чтобы разместить там своих лошадей. Это помещение называли иначе дом святого Фиакра (Saint Fiacre), так как на нём висела вывеска с изображением этого святого, выбранного в качестве покровителя и защитника дома.
Материалы по истории средневекового Парижа использовали многие французские писатели, в частности Виктор Гюго в романе Собор Парижской Богоматери. Так, излагая вымышленную историю, он называет себя «просто историком», чьё повествование опирается на более ранние свидетельства «других историков» — Филиппа де Коммина и Анри Соваля. Другого автора, Жерара де Нерваля, сочинение Соваля вдохновило на новеллу «Зеленое чудовище» (1849).
Соваль с гордостью отмечал, что рассказы о Дворе чудес оказались столь популярными среди придворных, что для потехи короля были изображены во вступлении к балету «Ночь» в четырех действиях (фр. Ballet royal de la nuit), поставленному в театре Пти-Бурбон (фр. Petit-Bourbon) 23 февраля 1653 года. Гюго, ссылаясь на очевидца, присутствовавшего при премьере постановки в 1653 году, пишет: «Никогда еще внезапные метаморфозы Двора чудес не были воспроизведены столь удачно. Подготовили к представлению изящные стихи Бенсерада».
На сведения, приведённые Совалем в своих трудах, также ссылаются историки права, социологии и психиатрии.

## Память
В его честь названа улица в 1-м округе Парижа, и установлена статуя в нише фасада здания Отель де Виль.

## Сочинения
- La Chronique scandaleuse de Paris, ou Histoire des mauvais lieux (Брюссель, изд. J.-J. Gay, 1883; Париж, изд. H. Daragon, 1910).
- Histoire et recherches des antiquités de la ville de Paris (Париж, изд. Charles Moette et Jacques Chardon, 1724, 3 т.); переиздание под названиер Paris ancien et moderne.